# CST9L
CST9L (англ. Cystatin 9 like) — білок, який кодується однойменним геном, розташованим у людей на короткому плечі 20-ї хромосоми. Довжина поліпептидного ланцюга білка становить 147 амінокислот, а молекулярна маса — 17 276.
| 10         |  | 20         |  | 30         |  | 40         |  | 50         |
| ---------- |  | ---------- |  | ---------- |  | ---------- |  | ---------- |
| MLGLPWKGGL |  | SWALLLLLLG |  | SQILLIYAWH |  | FHEQRDCDEH |  | NVMARYLPAT |
| VEFAVHTFNQ |  | QSKDYYAYRL |  | GHILNSWKEQ |  | VESKTVFSME |  | LLLGRTRCGK |
| FEDDIDNCHF |  | QESTELNNTF |  | TCFFTISTRP |  | WMTQFSLLNK |  | TCLEGFH    |

A: Аланін

C: Цистеїн

D: Аспарагінова кислота

E: Глутамінова кислота

F: Фенілаланін

G: Гліцин

H: Гістидин

I: Ізолейцин

K: Лізин

L: Лейцин

M: Метіонін

N: Аспарагін

P: Пролін

Q: Глутамін

R: Аргінін

S: Серин

T: Треонін

V: Валін

W: Триптофан

Кодований геном білок за функціями належить до інгібіторів протеаз, інгібітор тіолових протеаз.
Секретований назовні.